# Ménestrandise

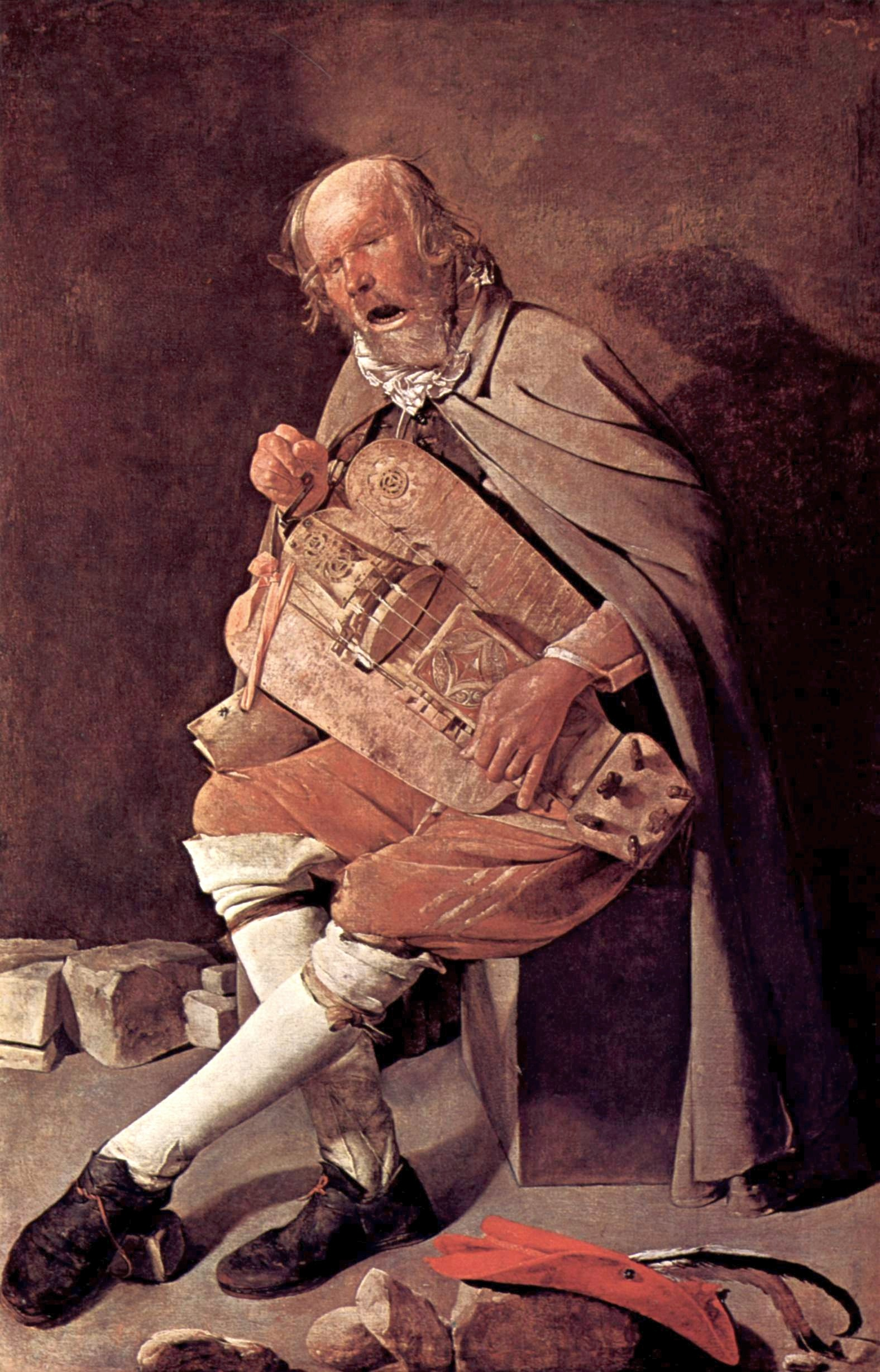
Georges de La Tour,
Le Vielleux (1624-1650)
Musée des beaux-arts de Nantes.

La Ménestrandise (ou ménestrandie) est une corporation française de musiciens, ménestrels et saltimbanques fondée à Paris le 14 septembre 1321, confirmée dans ses statuts en 1407 et 1659 et qui a existé jusqu'en 1776.

## Historique
La ménestrandise est, à l'origine, l'art des ménestrels et des ménétriers. Il existait au Moyen Âge de nombreuses écoles de « ménestrandie » — de « manus », la main, en latin. Du point de vue de l'apprentissage d'un instrument (et accessoirement de la voix), on peut les considérer comme les ancêtres des académies et conservatoires actuels. Du point de vue plus spécifiquement vocal, l'apprentissage de la musique se faisait depuis plusieurs siècles dans les maîtrises (chœur d'enfants attaché à une église cathédrale ou collégiale, et lié au chœur d'adultes de ces mêmes églises). Les musiciens d'église (chantres mais aussi joueurs d'instruments) n'avaient pas vocation à pratiquer l'art de la ménestrandie, le leur étant de nature essentiellement liturgique ou religieuse.
La Ménestrandise, ou corporation des ménestrels, est créée en 1321 dans le but d'écarter les musiciens vagabonds dont l'activité était considérée comme dégradante. L'organisation atteint son apogée au XVIe siècle.
Le musicologue François Lesure souligne quelques traits importants de la corporation :
- la Ménestrandise est structurée selon une hiérarchie implacable : une assemblée restreinte de maîtres, trois gouverneurs et un directeur général qui porte le titre de « roi des ménétriers » ou « roi des violons », nommé personnellement par le roi de France
- elle possède plusieurs immeubles à Paris, rue des Petits-Champs, rue Saint-Martin, rue des Croissants ainsi que sa propre église, l'église Saint-Julien-des-Ménétriers, détruite durant la Révolution française[3]
- elle instruit et forme les musiciens selon un parcours d'études de quatre années et les reconnaît officiellement après un examen soutenu en présence du roi ou de l'un de ses lieutenants.

Toutes ces caractéristiques démontrent que la Ménestrandise vise à institutionnaliser la profession de musicien en donnant à ceux-ci statut social et respectabilité, marquant ainsi la frontière entre ses membres et les vieux ménestrels médiévaux. Il est donc normal que la vielle, l'instrument classique du musicien mendiant, ne soit pas incluse dans la liste des instruments de musique dressée par la Ménestrandise.
Philippe Beaussant soutient en revanche que la Ménestrandise comprenait également des joueurs de vielle. La contradiction semble s'expliquer par le fait qu'initialement la ménestrandise rejetait les joueurs de vielle mais que dès le moment où son autorité avait commencé à décliner, elle avait admis mendiants et saltimbanques pourvu qu'ils payent.

La ménestrandie s'épanouit au XVIe siècle avec les instruments dits « hauts » (nobles) (comme le violon), à l'exclusion de ceux dits « bas » (vulgaires) (comme la vielle) et est pratiquée par des groupes de musiciens professionnels ou semi-professionnels. En plein XVIIe siècle, la corporation s'éloigne largement de l'idéal originel et cherche à toujours plus imposer ses musiciens en leur faisant payer taxes et cotisations associatives. Quand elle fut formellement reconnue par le roi Louis XIV en 1659, la corporation chercha à étendre son autorité sur tous les musiciens, organistes, clavecinistes et autres instrumentistes de la cour. Seul pouvait jouer en public celui qui payait sa cotisation d'inscription à la Ménestrandise. Selon le règlement de la corporation : 

« Aucune personne du royaume de France ou étrangère ne peut enseigner la musique, danser, se réunir de jour ou de nuit pour donner des sérénades ou jouer d'un instrument dans les mariages, les assemblées publiques ou ailleurs, ni, de manière générale, rien faire qui concerne l'exercice de la musique, s'il n'est reconnu maître et approuvé par le roi et ses lieutenants, sous peine, la première fois, d'une amende avec saisie et vente des instruments, et punitions corporelles la seconde fois. »

La Ménestrandise est abolie en février 1776 à la suite de la publication de l'édit de Turgot établissant la liberté des arts et métiers, quinze ans avant le décret d'Allarde supprimant les corporations.

## Le roi des ménestrels
La Ménestrandise est présidée par un directeur qui porte le nom de « roi des ménétriers » ou « roi des violons ».
Le document le plus ancien sur lequel on trouve une référence à cet office est un État des officiers de Philippe le Bel où figure en 1288 mention d'un « roi des joueurs de flûte ». Toujours sous le règne de Philippe le Bel, un jongleur du nom de Jehan Charmillon, né vers le milieu du XIIe siècle, est nommé « Roi des ménestrels de la ville de Troyes » en 1295. Durant le règne de Louis X, un certain Robert reçoit le titre de « Roi des Ménestrels » par une ordonnance de 1315, quand la corporation n'existe pas encore officiellement. Après la fondation de la Ménestrandise (1321), Robert Caveron est nommé directeur en 1338 avec le titre de « Roy des ménestrels du Royaume de France ». À Caveron succède Coppin de Brequin, mentionné avec divers titres en 1357, 1362 et 1367.
Deux actes remontant à la fin du XIVe siècle accolent le titre de « Roy des Ménestriers du Royaume de France » au nom de Jehan Pontevin. Jehan Boisard, dit Verdelet, succède à Pontevin avec le titre de « Roi des Ménétriers ». Il est cité dans un document du 19 février 1420 pour avoir reçu un prix du futur Charles VII. Boisard ne reste pas longtemps à la tête de la corporation puisque, quelques années plus tard, nous trouvons Jehan Fascien (ou Facion) nommé « Roy des Ménestrels ». Après Facien, la liste des directeurs de la corporation est plus difficile à établir. Des mentions éparses dans des documents d'archives existent cependant.  On trouve un nommé Louis Hacquin, cité comme roi des ménestrels dans des actes de 1508 et 1509, ainsi qu'un Jehan de Dours, qualifié de roi des ménestrels dans un acte notarié de 1512. La liste des "rois des ménétriers" est ensuite continue à partir de Nicolas Convers, attesté en 1549 François Roussel, supérieur de la corporation de 1560 à 1575, auquel succède Claude de Bouchandon, hautboïste d'Henri III qui se voit accorder, le 13 octobre 1575, le titre de « Roy et maistre des ménestriers et de tous les joueurs d'instrumens du royaume ».
Durant le règne d'Henri IV, en 1590, Claude Nyon, violoniste de la chambre du roi, reçoit la nomination de « Roy des Ménestriers », qu'il cédera, dix ans plus tard, à son fils Guillaume Claude Nyon, dit Lafont, également violoniste de la Chambre du roi. Dans un document du 8 février 1600 il est mentionné comme « Roy des joueurs d'instrumens par tout le royaume ». On ne sait rien de son fils, qui ne lui a certainement pas succédé dans la charge de directeur de la Ménestrandise puisque, le 17 mars 1620, François Rishomme, violoniste du roi, est mentionné avec le titre de « Roy des joueurs d'instrumens ». Quatre ans après, le 12 décembre 1624, Louis XIII nomme Louis Costantin, violoniste de cour, comme « Roy et maître des ménétriers et de tous les joueurs d'instrumens, tant haut que bas du royaume ». Costantin, auteur de nombreuses pièces à cinq et six voix pour violon, alto et basse continue, fut l'un des musiciens les plus fameux de son temps. Son fils, Jean Costantin, figure en 1657, comme l'un des vingt-quatre violons de la Chambre du roi.
À Costantin succède, en 1641, Claude Dumanoir. Ce dernier cède la charge, le 21 novembre 1657, à son neveu, Guillaume Dumanoir, l'un des vingt-quatre violons de la Chambre du roi, qui reçoit de Louis XIV le titre de « Roi des violons, maître à danser et joueurs d'instrumens tant haut que bas ». Quand Guillame Dumanoir se démet de sa charge, le 15 août 1668, le titre passe à son fils, Guillaume Dumanoir le jeune (it). Après la démission de ce dernier en 1695, Louis XIV ne lui nomme aucun successeur, laissant le titre vacant. Ce n'est qu'en 1741, que Louis XV nomme Jean-Pierre Guignon à la tête de la corporation.
En 1773, Guignon se démet et demande la suppression de la Ménestrandise, désormais considérée comme anachronique. Louis XV, par un édit de mars 1773, accepte la démission de Guignon et supprime l'office de roi des ménestrels. La corporation est ensuite abolie en février 1776.

## Controverses

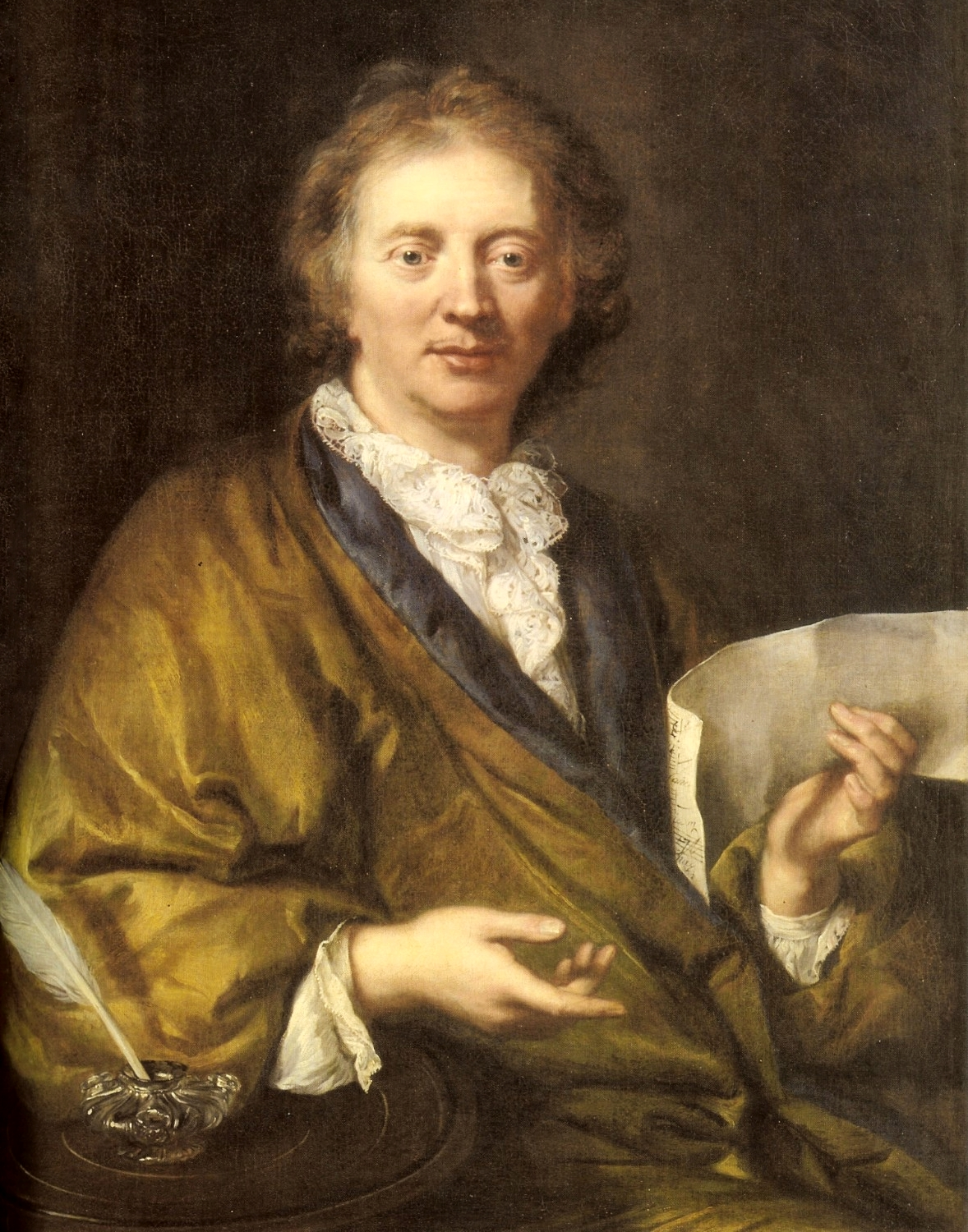
François Couperin

La haute considération dont jouissaient les musiciens de la Chapelle royale, lesquels ne faisaient pas partie de la Ménestrandise, de l'Académie royale de danse (1661), de l'Académie française de l'opéra en vers et en musique (1669) et de l'Académie royale de musique (1672) causèrent le déclin de la Ménestrandise et le conflit entre ses membres et les autres musiciens.
En 1693 un groupe de compositeurs, parmi lesquels se trouvent Nicolas Lebègue, Guillaume-Gabriel Nivers, Jean-Baptiste Buterne et François Couperin, présentent à Louis XIV une lettre de protestation contre la corporation, l'accusant d'être trop restrictive à l'égard des libertés des musiciens. Une protestation similaire est présentée en 1707 et, à la suite de chacune de ces deux affaires, le pouvoir excessif de la corporation est redimensionné. François Couperin écrit pour l'occasion une suite pour clavecin intitulée Les Fastes de la grande et ancienne Mxnxstrxndxsx (le titre était composé de caractères énigmatiques pour éviter d'être cité en justice par la corporation), précisément composée comme une satire destinée à tourner en dérision les membres de la corporation. Pour les musiciens cultivés, les membres de la Ménestrandise n'étaient que des jongleurs, des vielleux et des bouffons avec des singes dressés, ignorant la musique et prétendant au paiement de taxes absurdes.

Dans le Recueil des édits, décrets du conseil du Roi, lettres patentes, mémoires et décisions du Parlement pour les musiciens du royaume publié par Pierre Robert Christophe Ballard en 1774 sous l'égide du Corps de la Musique de Sa Majesté, se trouve une chronique du conflit entre corporations et musiciens des autres organisations : 

« Les tentatives répétées de la Ménestrandise pour forcer les musiciens à entrer dans la communauté et à payer les taxes d'inscription correspondantes, les innombrables procès générés de ce fait, dans la capitale comme dans le reste de l'État, et le peu de respect démontré pour assurer la liberté musicale sont les motifs qui ont conduit à l'édition du présent code. »

Effectivement, la liberté musicale fut à l'origine de différents problèmes. La première plainte est celle de Guillaume Dumanoir, directeur général de la Ménestrandise, qui, en avril 1662, s'oppose à la création de l'Académie de Danse. Sa pétition suscite une riposte détaillée de la part des académiciens parisiens, avec un discours démontrant que la danse, dans sa partie la plus noble, n'avait pas besoin d'instruments de musique. Guillaume Dumanoir perdit le procès le 30 août 1662, mais se vengea en écrivant son libelle Le mariage de la musique avec la dance, contenant la réponce au livre des treize prétendus Académistes, touchant ces deux arts, publié en 1664.
Lorsque, dix ans plus tard, est instituée l'Académie royale de musique et que les maîtres de danse de l'académie s'abstiennent de présenter leurs lettres de créances à la Ménestrandise, Guillaume Dumanoir le jeune (it), fils homonyme du précédent et nouveau directeur de la Ménestrandise, tente d'obliger les professeurs à présenter leurs lettres de créance et à payer les taxes d'inscription à la corporation pour ce qui concerne leurs activités en dehors de l'Académie Royale de musique comme les bals, les mariages et les concerts. Un décret du Conseil royal donna tort à Guillaume Dumanoir. En conséquence, la Ménestrandise perdit le monopole sur les activités des musiciens. Forts de ce décret, le 28 avril 1682, les maîtres de danse obtiennent le monopole de leur enseignement de la danse et peuvent l'enseigner sans être inscrits à la corporation. Dumanoir, qui ne pouvait supporter que ces maîtres abandonnent la Ménestrandise, dénonça l'Académie Royale de Danse et obtint, le 2 novembre 1691, après dix ans de contentieux, la possibilité pour les membres de la Ménestrandise, en concurrence avec les membres de l'Académie, de recevoir le titre de maestro et de donner des leçons de danse.
Dans la Déclaration du Roy, portant Reglement pour les Fonctions des Jurez Syndics en titre d'Office de la Communauté des maîtres à danser, & joüeurs d'Instrumens tant hauts que bas, hautbois de la Ville & Faubourgs de Paris, afin de mettre fin aux plaintes, il fut arrêté que personne ne pourrait danser ou tenir spectacle sans être en possession du titre reconnu de maître, à l'exception des treize membres de l'Académie Royale de Danse qui pourraient ainsi continuer à exercer leur art en complète liberté. Après cette décision, Guillaume Dumanoir, accusé de litiges incessants démissionna et fut remplacé par quatre jurés.
Ces jurés déposèrent une nouvelle plainte, cette fois contre les enseignants de clavecin, les compositeurs et les organistes de la Chapelle Royale qui refusaient de s'inscrire à la Ménestrandise. Le 10 juillet 1693 les maîtres de clavecin, guidés par Nicolas Lebègue, Guillaume-Gabriel Nivers, Jean-Baptiste Buterne et François Couperin, répondirent durement. Le litige se poursuivit durant encore deux ans. En mai 1695 une décision définitive de la cour s'exprima en faveur des compositeurs, organistes et professeurs de clavecin, contre les jurés de la Ménestrandise.